# Domingo Bravo
Domingo Antonio Bravo (Higuera Chacra, Departamento Robles, Santiago del Estero, 4 de agosto de 1906 - La Banda, Santiago del Estero, 27 de agosto de 1997) fue un docente, profesor, investigador y catedrático universitario argentino, hijo de Clodomira Bravo. 
Comenzó como maestro en la Escuela Normal Nacional de la ciudad de La Banda, donde llegó a ser director. Continuó perfeccionándose en Geografía, Historia y Gramática.  
Durante su labor como docente rural comenzó a investigar la lengua de los aborígenes: el quechua o quichua. Tras 18 años de investigación escribió su primer libro: “El quichua santiagueño, reducto idiomático argentino”. Fue también Director de la Biblioteca del Instituto de Letras en la Facultad de Filosofía y Letras de la Universidad Nacional de Tucumán entre 1953 y 1956. 
Fue alumno regular del Instituto Lingüístico Latinoamericano dependiente de la Universidad de la República, de Uruguay. Concurrió en calidad de becario argentino al primer Concurso Internacional de Intercambio para Docentes y Universitario, en Lima, Perú en 1970. 
Su trabajo fue reconocido y por tal motivo recibió los títulos honoríficos de Profesor y de doctor honoris causa. 
Falleció 27 de agosto de 1997 a los 91 años, después de lograr que la Universidad Nacional de Santiago del Estero aprobara la Curricula Universitaria para estudios de la lengua quichua.

## Obras publicadas (lista parcial)
- El maestro de escuela primaria (1932)
- Cancionero quichua santiagueño (1955)
- El quichua santiagueño, reducto idiomático argentino (1956)
- Estado actual del quichua santiagueño (premiado en 1955)
- Etimología de la palabra Tucumán (Universidad Nacional de Santiago del Estero, 1983)
- El Quichua Santiagueño (Reducto Idiomático Argentino) Ed. El Liberal, Santiago del Estero, 1997 (Reedición)
- Antitéticas (poemas) (s/f)
- Diccionario quichua santiagueño (s/f)
- El sustrato lingüístico de Santiago del Estero (s/f)
- Cuadernos de impresiones (s/f)
- Episodios Provincianos (s/f)
- Visiones (s/f)